# Festival de Arraiás de Vitória
O Festival de Arraiás de Vitória é um festival anual de arraiás que acontece na cidade de Vitória, Espírito Santo desde 1989. O evento é realizado pela Associação Capixaba de Arraiás (ASCA), com apoio da Prefeitura de Vitória. Entre os eventos do festival, está um concurso de quadrilhas.